# Belgisch kampioenschap wielrennen voor junioren

De Belgische kampioenentrui

Het Belgisch kampioenschap wielrennen voor junioren is een jaarlijkse wielerwedstrijd in België voor renners met Belgische nationaliteit van 17 en 18 jaar. Er wordt gereden voor de nationale titel.
Toen het kampioenschap in 1926 voor het eerst werd georganiseerd mochten enkel renners van 19 tot en met 22 jaar (de huidige beloften) deelnemen. De junioren werden in 1947 opnieuw opgedoekt. De toenmalige wielrenners uit deze categorie moesten vanaf dat moment deelnemen in het Belgisch kampioenschap voor liefhebbers.
De Belgische wielrijdersbond richtte vanaf 1965 echter opnieuw dit kampioenschap in, zij het nu voor wielrenners van 17 en 18 jaar.

## Erelijst
| Jaar      | Plaats                                                | Winnaar                                               | 2de                                                   | 3de                                                   |
| 2027      | Huldenberg                                            |                                                       |                                                       |                                                       |
| 2026      | Rollegem (Kortrijk)                                   |                                                       |                                                       |                                                       |
| 2025      | Hoogstraten                                           | Mathias De Keersmaeker                                | Witse Bertels                                         | Mauro Keppens                                         |
| 2024      | Koksijde                                              | Matijs Van Strijthem                                  | Jasper Schoofs                                        | Aldo Taillieu                                         |
| 2023      | Brasschaat                                            | Jarno Widar                                           | Niels Driesen                                         | Mauro Cuylits                                         |
| 2022      | Moorslede                                             | Gauthier Servranckx                                   | Kamiel Eeman                                          | Yarno Van Herck                                       |
| 2021      | Herzele                                               | Jakov Beirlaen                                        | Michiel Lambrecht                                     | Maxim Delrue                                          |
| 2020      | Koksijde                                              | Dries De Pooter                                       | Ramses Debruyne                                       | Siebe Deweirdt                                        |
| 2019      | Anzegem                                               | Arnaud De Lie                                         | Simon Dehairs                                         | Lars Van Ryckeghem                                    |
| 2018      | Meren van de Eau d'Heure                              | Remco Evenepoel                                       | Vito Braet                                            | Joren Thys                                            |
| 2017      | Oosterzele                                            | Sébastien Grignard                                    | Loran Cassaert                                        | Robin Radoux                                          |
| 2016      | Hooglede                                              | Sander De Pestel                                      | Stijn Demolder                                        | Aaron Dewachter                                       |
| 2015      | Libramont                                             | Bjorg Lambrecht                                       | Glen Van Nuffelen                                     | Stijn Goolaerts                                       |
| 2014      | Merelbeke                                             | Enzo Wouters                                          | Senne Leysen                                          | Dennis Delmotte                                       |
| 2013      | Vossem                                                | Jenthe Biermans                                       | Dieter Verwilst                                       | Piet Allegaert                                        |
| 2012      | Heusden-Zolder                                        | Dries Van Gestel                                      | Nathan Van Hooydonck                                  | Cedric Verbeken                                       |
| 2011      | Wielsbeke                                             | Daan Myngheer                                         | Mike De Bie                                           | Brecht Ruyters                                        |
| 2010      | Geel                                                  | Jasper De Buyst                                       | Ruben Geerinckx                                       | Emiel Vermeulen                                       |
| 2009      | Hooglede                                              | Joaquim Durant                                        | Ludwig Verstraete                                     | Hannes Depraetere                                     |
| 2008      | Temse                                                 | Arthur Van Overberghe                                 | Jeffrey Herrebaut                                     | Zico Waeytens                                         |
| 2007      | Zemst                                                 | Jens Debusschere                                      | Jarl Salomein                                         | Julien Paquet                                         |
| 2006      | Liedekerke                                            | Ward Vandekerckhove                                   | Sam Maertens                                          | Jan Ghyselinck                                        |
| 2005      | Willebroek                                            | Kevin Van Melsen                                      | Yves De Wilde                                         | Kurt De Vroede                                        |
| 2004      | Eeklo                                                 | Angelo Ververken                                      | Philippe Pratte                                       | Steven Dierickx                                       |
| 2003      | Merchtem                                              | Dries Van Der Ginst                                   | Simon Collard                                         | Michel Van Aelbroeck                                  |
| 2002      | Willebroek                                            | Jürgen Roelandts                                      | Simon Collard                                         | Kevin Pauwels                                         |
| 2001      | Wuustwezel                                            | Kristof De Beule                                      | Dieter Cappelle                                       | Anthony Lanssens                                      |
| 2000      | Riemst                                                | Wim De Vocht                                          | Kevin Deweert                                         | Mirando Dumoulin                                      |
| 1999      | Halle                                                 | Steven Vanden Bussche                                 | Joris Custers                                         | Kurt Dierickx                                         |
| 1998      | Middelkerke                                           | Kevin D'Haese                                         | Karel Bontinck                                        | Kevin De Croock                                       |
| 1997      | Gingelom                                              | Stijn Devolder                                        | Pierre Delvaux                                        | John Pagnaer                                          |
| 1996      | Reningelst                                            | Kevin Proost                                          | Stijn Devolder                                        | Jehudi Schoonacker                                    |
| 1995      | Nandrin                                               | Jurgen Van De Walle                                   | Michel Van Opdenbosch                                 | Cédric Decock                                         |
| 1994      | Peer                                                  | Kristof Trouvé                                        | Chris Pollin                                          | Steve Lemmens                                         |
| 1993      | Opbrakel                                              | Dirk d'Haemers                                        | Gunther Stockx                                        | Romeo Hernandez                                       |
| 1992      | Halanzy                                               | Frank Vandenbroucke                                   | Geert Verdeyen                                        | Hendrik Van Dijck                                     |
| 1991      | Tongerlo                                              | Yvan Segers                                           | Johan Leuse                                           | Hendrik Van Dijck                                     |
| 1990      | Wodecq                                                | Paul Van Hyfte                                        | Koen Deschuytter                                      | Gerdy Goessens                                        |
| 1989      | Merchtem                                              | Tom Steels                                            | Wim Omloop                                            | Franky Van Poucke                                     |
| 1988      | Izenberge                                             | Chris Peers                                           | Peter Van Petegem                                     | Johan Huyghen                                         |
| 1987      | Meeffe                                                | Daniel Van Steenbergen                                | Marc Wauters                                          | Didier Priem                                          |
| 1986      | Hoeselt                                               | Peter Hooydonck                                       | Wim Sels                                              | Johan Verstrepen                                      |
| 1985      | Sint-Lievens-Houtem                                   | Johan Masset                                          | Geert Roose                                           | Noël Szostek                                          |
| 1984      | Halanzy                                               | Edwig Van Hooydonck                                   | Chris Van Dijck                                       | Sammie Moreels                                        |
| 1983      | Herenthout                                            | Geert Sinoy                                           | Jozef Nuyens                                          | Peter Huyghe                                          |
| 1982      | Momignies                                             | Dirk Van Verre                                        | Geert Crauwels                                        | Ronny Vlassaks                                        |
| 1981      | Diegem                                                | Carlo Bomans                                          | Dirk Van Verre                                        | Koen Van Rooy                                         |
| 1980      | Aye                                                   | Edwin De Langhe                                       | Frans Rectem                                          | Marc Somers                                           |
| 1979      | Bavikhove                                             | Danny Van Baelen                                      | Guy Vandijck                                          | Tony Depreter                                         |
| 1978      | Aubel                                                 | Eric Borra                                            | Erwin Marivoet                                        | Luc Meersman                                          |
| 1977      | Bocholt                                               | Eddy Planckaert                                       | Michel Geelen                                         | Kurt Dockx                                            |
| 1976      | Waarschoot                                            | Marc Haverhals                                        | Paul Mathees                                          | Rudy De Clercq                                        |
| 1975      | Mettet                                                | John De Croock                                        | Rudolphe Van Baal                                     | Ronny Leemans                                         |
| 1974      | Duffel                                                | Dirk Roose                                            | Guido Van Calster                                     | Cornelis Curvers                                      |
| 1973      | Doornik                                               | Emiel De Haes                                         | Rudy De Bie                                           | René Van Gils                                         |
| 1972      | Haacht                                                | Dirk Ongenoe                                          | Ronan Demeyer                                         | Wim Myngheer                                          |
| 1971      | Saint-Léger                                           | Walter Naegels                                        | Pol Lannoo                                            | Marc Keiser                                           |
| 1970      | Meulebeke                                             | Karel Sels                                            | Staf Hermans                                          | André Coppers                                         |
| 1969      | Nandrin                                               | Luc Pels                                              | Christian Debuysschere                                | Johnny Soenens                                        |
| 1968      | Alken                                                 | Rik Van Linden                                        | Georges Claes                                         | Jozef Abelhausen                                      |
| 1967      | Meerbeke                                              | Eric Vermeeren                                        | Jozef Abelhausen                                      | Georges Claes                                         |
| 1966      | Mettet                                                | Jean Lindekens                                        | Jean-Pierre Monseré                                   | Tony Gakens                                           |
| 1965      | Herentals                                             | Alfons Scheys                                         | Ronald De Witte                                       | Pierre Robberecht                                     |
| 1947-1964 | Categorie afgeschaft en vervangen door "liefhebbers". | Categorie afgeschaft en vervangen door "liefhebbers". | Categorie afgeschaft en vervangen door "liefhebbers". | Categorie afgeschaft en vervangen door "liefhebbers". |
| 1946      | Rixensart                                             | André Rosseel                                         | Rik Schaekels                                         | Maurice Blomme                                        |
| 1945      | Moen                                                  | Jan La Roye                                           | Gaston De Wachter                                     | Leopold Verhaegen                                     |
| 1944      | Niet verreden                                         | Niet verreden                                         | Niet verreden                                         | Niet verreden                                         |
| 1943      | Etikhove                                              | Marcel Rijckaert                                      | Karel De Baere                                        | Arthur Mommenrency                                    |
| 1942      | Haillot                                               | Valère Ollivier                                       | Henri Regenmortels                                    | Albert Desmet                                         |
| 1941      | Sint-Niklaas                                          | André Pieters                                         | Willy Schatteman                                      | Jules Depoorter                                       |
| 1940      | Niet verreden                                         | Niet verreden                                         | Niet verreden                                         | Niet verreden                                         |
| 1939      | Waver                                                 | Gustaaf Van Overloop                                  | Jozef Wuytack                                         | Désiré Keteleer                                       |
| 1938      | Kortrijk                                              | Julien Douws                                          | Hector Bruneel                                        | Adolphe Vandenbossche                                 |
| 1937      | Vilvoorde                                             | Eugène Kiewit                                         | Aug. Vandenbroeck                                     | Léon Declercq                                         |
| 1936      |                                                       | Albert Ritserveldt                                    | Martin Van den Broeck                                 | Karel Thys                                            |
| 1935      |                                                       | Eugène Bertrand                                       | Albert Beirnaert                                      | Johan Verschaelken                                    |
| 1934      |                                                       | Albert Decock                                         | Emile Van Acker                                       | Adolphe Braeckeveldt                                  |
| 1933      |                                                       | Marcel Kint                                           | Frans Spiessens                                       | Jozef Palmans                                         |
| 1932      |                                                       | Marcel Van Schil                                      | Camiel Michielsen                                     | Jozef Loopmans                                        |
| 1931      |                                                       | Alfons Corthout                                       | Constant Huys                                         | Joseph Moerenhout                                     |
| 1930      |                                                       | Jan-Jozef Horemans                                    | Jozef Horemans                                        | François Adam                                         |
| 1929      |                                                       | Alfons Kint                                           | Alfons Ghesquière                                     | Léon Tommies                                          |
| 1928      |                                                       | René Malbrecq                                         | Constant Struyven                                     | Henri Decroix                                         |
| 1927      |                                                       | Edouard Gossiaux                                      | Gommaar Haesendonck                                   | Ch. Boone                                             |
| 1926      |                                                       | Gerard Loncke                                         | Maurits Raes                                          | Arthur Lievens                                        |